# Rhizotrogus almeriensis
Rhizotrogus almeriensis är en skalbaggsart som beskrevs av Baraud 1970. Rhizotrogus almeriensis ingår i släktet Rhizotrogus och familjen Melolonthidae. Inga underarter finns listade i Catalogue of Life.